# Troisvierges vasútállomás
Troisvierges vasútállomás Luxemburgban, Troisvierges településen található.

## Története
Az első világháború kezdetén az állomáson keresztül haladtak át a Német Császárság katonái Franciaország felé, amihez nem kaptak engedélyt. A konfliktus Luxemburg négy éven át tartó német megszállásához vezetett.

## Vasútvonalak
Az állomást az alábbi vasútvonalak érintik:
- CFL 10-es vonal
- 42-es vasútvonal
- line 47

## Kapcsolódó állomások
A vasútállomáshoz az alábbi állomások vannak a legközelebb:
- Gouvy railway station
- Clervaux vasútállomás